# Fontaine des Haudriettes
Fontaine des Haudriettes är en fontän i Paris tredje arrondissement. Fontänen skapades år 1764 av arkitekten Pierre-Louis Moreau-Desproux (1727–1794) och skulptören Pierre-Philippe Mignot (1715–1770) och är belägen på Place Patrice-Chéreau i korsningen av Rue des Haudriettes och Rue des Francs-Bourgeois. Haudriettes syftar på en nunneorden, grundad 1306 av Jeanne Haudry. Orden bistod de fattiga i Paris. Den upplöstes i samband med franska revolutionen.
Fontaine des Haudriettes är sedan år 1925 ett monument historique.

## Omgivningar
- Saint-Denys-du-Saint-Sacrement
- Saint-Nicolas-des-Champs
- Sainte-Élisabeth-de-Hongrie
- Couvent des Madelonnettes
- Hospice des Enfants-Rouges
- Saint-Merri
- Saint-Paul-Saint-Louis
- Saint-Jacques-la-Boucherie
- Fontaine de Paradis
- Fontaine de Joyeuse
- Fontaine Boucherat

## Bilder
| - Fontänens lågrelief. - Lejonmaskaron. |